# クレイトン・トンネル
クレイトン・トンネル（英語: Clayton Tunnel）は、イギリスのウェスト・サセックス州クレイトン近郊にある鉄道トンネルで、ブライトン本線のハソックス駅とプレストン・パーク駅の間に位置する。北口にある塔のついた城のような構造物と、1861年に発生した列車衝突事故が有名。この事故をきっかけにイギリスをはじめ世界中で閉塞が導入されるようになった。
全長1マイル499ヤード (2,066 m)は路線内で最長である。建設工事が始まったのは1839年だが、設計の一部は1840年10月1日まで承認が降りなかった。設計はトンネル設計に精通したウィリアム・フーフが担当し、3年の歳月をかけて1841年に竣工した。

## 建設工事
1830年代、ロンドン・アンド・ブライトン鉄道はグレートブリテン島南部に鉄道網の起点を作ることとなった。のちにブライトン本線として知られるこの路線工事における難所はサウス・ダウンズの丘陵地帯であり、これを通過するためにクレイトン・トンネルが掘られた。他のルートも検討されたがトンネルを使わないルートは大幅な迂回を必要としたため、鉄道会社の主任技師だったジョン・アーペス・ラストリックはトンネルによる通過を選択した。
1839年、トンネルの建設工事は運河トンネルの設計経験を豊富に持つウィリアム・フーフに任され、そのデザインも彼が担当した。伝えられるところによると、このトンネルの建築はクレイトン・マナーに住んでいたウィリアム・カンピオンが設計したハーストピアポイントのダニー・ハウスの影響を受けているという。誰がどのようにして設計したかはともかく、クレイトン・トンネルの設計案は1840年10月1日に取締役会で承認された。このプロジェクトに批判的な意見がなかった訳ではなく、地元紙ブライトン・ガーディアンは、トンネル工事の実現性に懐疑的でかつ完全な迂回が本当に必要なのか疑問を呈した。一方で、その技術的な難しさを認識しつつも関係者の能力を認める報道も存在した。
建設工事中は近くの土地を購入して材料を集め、その場でレンガを製造した。そのためトンネル内壁と入口構造物の大部分は、この地元産のレンガでできている。またトンネル内にガス灯が設置されているのが特徴で、ガスはマースタムの蒸留器から供給された。これは、列車の乗客を楽しませるためのものだったが、列車の通過によって照明が消えてしまいトンネル管理人が常に再点灯しなければならなかったため、すぐに使われなくなった。

## 北口構造物

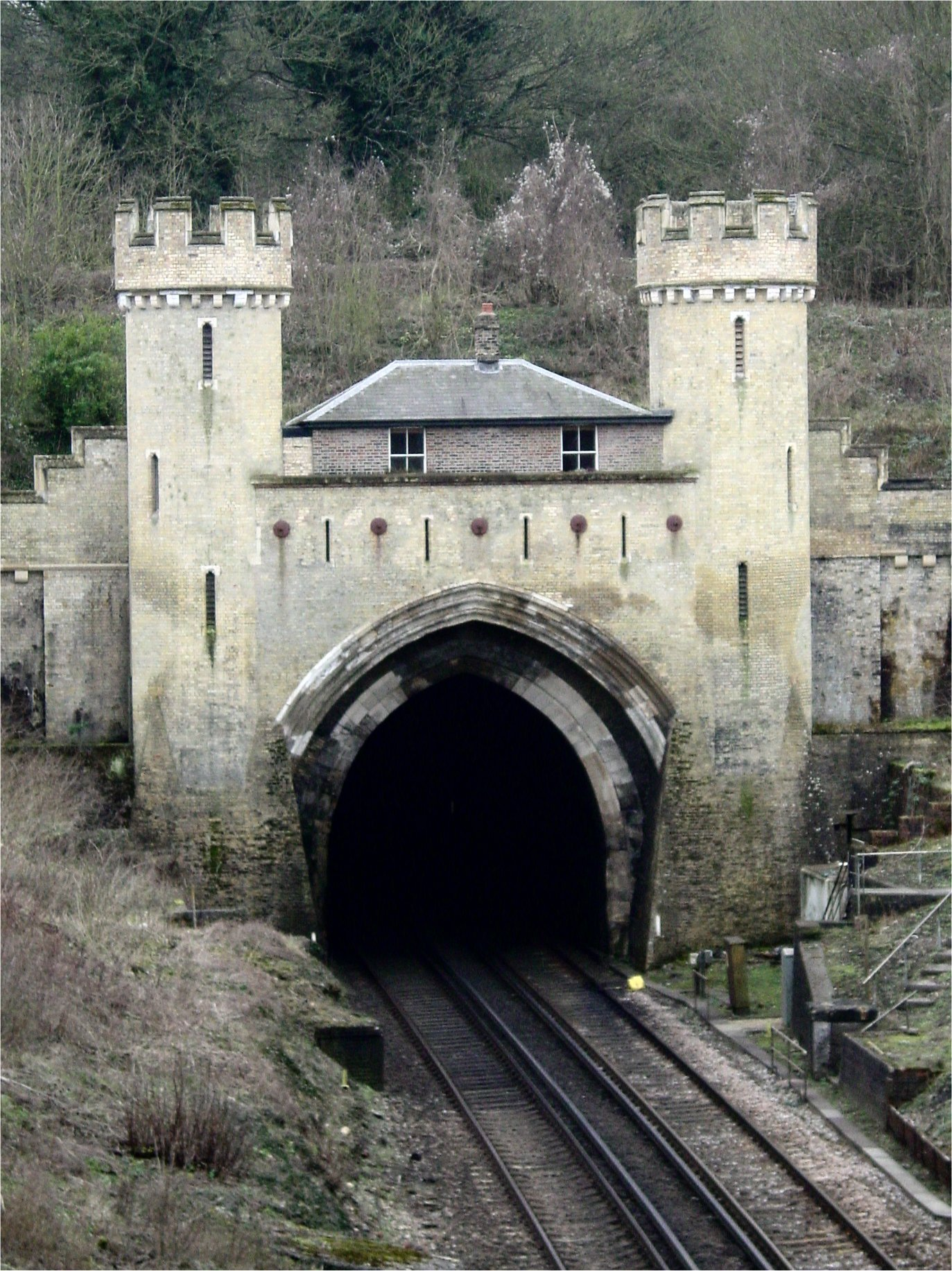
北口構造物

クレイトン・トンネルの北口は、複雑で美的感覚に優れたデザインを特徴としており、胸壁を備えた塔が設置されている。しかし、南口のデザインは地味なものである。北口の設計を担当したのが誰なのかは定かではなく、トンネルの完成が近づいてから設計されたのではないかと言われている。当時、計画書を提出したのは主任技師のジョン・ラストリックで、北口の設計はラストリックが行ったのか、下請けのウィリアム・フーフと共同で行ったのか、あるいはフーフが単独で行ったのかと推測されている。当時社内で駅舎設計などに携わっていたのはデイヴィッド・モカッタであったが、著者のデビッド・コールは、モカッタとこの試みを結びつける実質的なものは何もないと断言し、モカッタがゴシック建築を嫌っていたことも、彼の関与を否定する理由として挙げている。
北口構造物の特徴は、左右にそびえ立つ八角形の塔と中心部に設置された宿泊所である。左右の塔は1849年に信号員が使用するため改築された。また中心部の宿泊所はブライトン本線全線でも珍しい構造物だったため、絶好の写真スポットとなった。実は中心軸からはややずれた位置にあり、左右の塔と同じく1849年に70ポンドをかけて増築された。ここだけ赤煉瓦が使用されたこの建物はかつてトンネル管理人とその家族が使用していたが、現在は個人の住居となっている。また1983年5月11日には第II級指定建築物に指定された。

## 列車衝突事故
ウェスト・サセックスのトンネルでは、CFウィットワースが発明した初期型の「自動」信号機が使われていた。これは、自動運転というよりも当直の信号員が操作する信号で、列車が通過すると踏み板で「危険」に戻るというものだった。クレイトン・トンネルの両端にはこのような信号機が設置されていたが、1861年8月25日に英国史上最悪の事故が発生したのは、信号員が信号機の状態を正しく把握していなかったことが原因だった。
事故の経緯はこうである。まず、短時間で3本の列車がブライトン駅を出発した。1本目の列車に信号員が正しい信号を送ったのち、南口の信号員は手動で信号を「危険」に戻した。この時点で2本目の列車はトンネルに進入する直前であり、信号員は運転手に対して旗を振って異常を知らせた。運転手はこの旗に気づいてトンネル内部で停車したが、信号員は運転手が自分の振った旗に気づいたことを知らなかった。そして、トンネル内で停車した2本目の列車はその後徐々に後退し始めた。その時北口では1本目の列車がトンネルを通過し終え、北口信号員は南口に対して「トンネルクリア」の信号を送った。この時まだ2本目の列車はトンネル内を南口へ後退していたが、2本目の列車がトンネルを通過したと勘違いした南口信号員は3本目の列車をトンネルへと進入させ、その結果後退中の2本目の列車と衝突した。この衝突によって23人が死亡、176人が負傷する大惨事が発生した。